# Nerežišća
Nerežišća falu és község Horvátországban, Split-Dalmácia megyében.

## Fekvése
Splittől légvonalban 22 km-re délkeletre, a supetari kompkikötőtől  légvonalban 6, közúton 10 km-re délre, Brač-sziget közepén fekszik.

## A község települései
Közigazgatásilag Nerežišćán kívül Donji Humac és Dračevica települések tartoznak hozzá.

## Története
Brač szigetén amint azt a Kopačina barlang újkőkori leletei is igazolják már az őskorban éltek emberek. A görögök az i. e. 6. századtól hozták létre kolóniájukat, majd az i. e. 4. századtól illírek alapították meg erődített településeiket. A szomszédos Škripen is ilyen erődített település tekintélyes alapfalai kerültek elő. A rómaiak az i. e. 1. században foglalták el a szigetet, de a sorozatos felkelések miatt a térséget csak 9-re sikerült konszolidálniuk. A római korból a község területén is villagazdaságok épületmaradványait találták. A kora középkorban mintegy tíz szakrális építmény volt a szigeten, melyek keresztény hívei a solinai püspökség irányítása alá tartoztak. A horvátok a 7. században érkeztek erre a területre, mely a 9. századra egyik törzsük a Cetina és a Neretva között letelepedett neretvánok területe lett. 1000-ben átmenetileg velencei uralom alá került, plébániáját is akkoriban alapították. A 11. század második felében IV. Krešimir Péter király visszaszerezte a horvát királyságnak. 1102-ben a többi horvát területekkel együtt a horvát-magyar királyok uralma alá került.
A következő két évszázadban a magyar, a bizánci és velencei területek határán fekvő sziget belsejében fekvő település élete aránylag nyugodt mederben folyt. Brač nemesei széleskörű kiváltságokat élveztek és megalkották statútumukat. A sziget hagyományos középkori székhelye Nerežišća lett, ahol a nemesi gyűléseket tartották. A település ebben az időben öltött városi jelleget számos középülettel és templommal. Bár régészeti feltárás még nem történt, mégis tudható, hogy falait 1292-ben építették. 1420-ban Velence egész Dalmáciát megvásárolta a horvátok által akkor elismert horvát-magyar királytól Nápolyi Lászlótól, így Nerežišća is velencei uralom alá került. Ennek ellenére Brač továbbra is megtartotta a horvát-magyar királyok idején élvezett különleges kiváltságait, ezek alapján a brači nemesek továbbra is az akkor a sziget központjaként számon tartott Nerežišćán tartották gyűléseiket. A 15. században épített közösségi palotához loggia és órával ellátott torony is tartozott. A velencei források szerint 16. és 17. században a településen több fényűző nemesi palota is állt. Később a tengertől távol fekvő jelentőségét vesztett védtelen település arculata teljesen átalakult és középkori emlékeit fokozatosan elveszítette. Középületeiből csak a zászlótartó rúd kő alapzata és a közösségi határozatok kihirdetésének helye a velencei hatalom emlékét idéző oroszlános domborművel maradt meg. A közösségi palota korábbi szerepét elveszítve 1902-ig, az új iskola felépültéig iskolaként működött, ekkor lebontották.
Nerežišća központi szerepét 1827-ig tartotta meg, akkortól a sziget fővárosa az addig kikötőjeként számon tartott Supetar lett. Nerežišća az akkor hozzá tartozó településekkel (Dračevicával, Milnával, Bobovišćával és Ložišćával együtt) 1645-ben 500, 1668-ban 450 lelket számlált. Miután Milna, Bobovišća és Ložišća kivált a plébániai közösségből Dračevicával együtt 1697-ben mintegy 600, 1705-ben 700, 1718-ban mintegy 800 lakosa volt. 1760-ban a lakosság száma már 1400, négy évvel később pedig már mintegy 2000 volt. A velencei uralomnak 1797-ben vége szakadt és osztrák csapatok vonultak be Dalmáciába. 1806-ban a sziget az osztrákokat legyőző franciák uralma alá került, de Napóleon lipcsei veresége után újra az osztrákoké lett. Első iskolája 1811-ben nyílit meg. 1873-ban orvos és bábaasszony szolgálta az itt lakók egészségét. 1918-ban az új szerb-horvát-szlovén állam, majd később Jugoszlávia része lett. A háború után a szocialista Jugoszláviához tartozott. A település 1991 óta a független Horvátország része. 2011-ben a településnek 616 lakosa volt.

## Népesség
| Lakosság változása | Lakosság változása | Lakosság változása | Lakosság változása | Lakosság változása | Lakosság változása | Lakosság változása | Lakosság változása | Lakosság változása | Lakosság változása | Lakosság változása | Lakosság változása | Lakosság változása | Lakosság változása | Lakosság változása | Lakosság változása |
| ------------------ | ------------------ | ------------------ | ------------------ | ------------------ | ------------------ | ------------------ | ------------------ | ------------------ | ------------------ | ------------------ | ------------------ | ------------------ | ------------------ | ------------------ | ------------------ |
| 1857               | 1869               | 1880               | 1890               | 1900               | 1910               | 1921               | 1931               | 1948               | 1953               | 1961               | 1971               | 1981               | 1991               | 2001               | 2011               |
| 1.218              | 1.425              | 1.464              | 1.726              | 1.880              | 1.688              | 1.914              | 1.131              | 926                | 848                | 790                | 711                | 721                | 700                | 606                | 616                |

## Nevezetességei
- A település legmonumentálisabb épülete a Kármelhegyi boldogasszony plébániatemplom,[4] melyet már 1287-ben említenek. A 15. században bővítették, majd a 16. században is hozzáépítettek, melyről Giovanni Riva 1593-ből származó címere és felirata igazol. A 18. század első felében a nerežišćaiak új templom építését határozták el a régi templomból csak a homlokzat középső részét megtartva. Az építés az 1726-ban kiadott engedély alapján indult meg és a munkálatok 1750-ben a harangtorony befejezésével zárultak. A templomnak nyolc oltára van, a monumentális főoltár színes márványból készült. Oltárképén a Szűzanya gyermekével, Alexandriai Szent Katalinnal és Szent János evangélistával látható, valószínűleg Filippo Zanibartia alkotása. A fényűzően kidolgozott Angyali üdvözlet oltár fából készült reneszánsz-barokk stílusban. A Rózsafüzér királynője oltár képe Carlo Radolfi alkotása. Orgonáját a neves horvát orgonaépítő mester Petar Nakić atya építette 1753-ban. A templom mellé a 16. századtól 1828-ig temetkeztek. A szentélyben temették el 1784-ben Frederico Balbi velencei kormányzót, akinek sírfelirata a szentély falán található.
- A település központi terének közepén áll a Szent Margit-templom.[5] Először 1350-ben említik. Egyhajós gótikus templom négyszögletes apszissal. A templom belseje finom kövekből épült, levéldíszítésű oszlopfőkkel ellátott pilasztereken nyugvó csúcsíves boltozattal. A szentélybe 14. századi kereszteket festettek, a főbejárat fölött gótikus lunetta látható.
- A tér nyugati részén a Szent Péter és Pál-templom[6] áll, melyet a 13.-14. században építettek. A szenteket ábrázoló domborműve Nikola Lazanić munkája 1578-ból. Apszisán kis fenyőfa nőtt, mely védett természeti ritkaság.
- A településtől északra álló Jurjevo-hegyen található a 11. századi Szent György-templom[7] benne a sziget egyik legszebb domborművével, mely a sárkányt legyőző Szent Györgyöt ábrázolja. A művet a 16. században készítette Nikola Lazanić brači mester.
- A temetőben álló Szent Miklós-templom[8] a 15. századig plébániatemplomként szolgált. Legrégibb részei a 13.-14. században épültek.
- A Nerezišcei-mezőn egy mesterséges dombon áll a Szentháromság-templom,[9] melynek építését a 12. századra teszik. A 17. században remeték éltek itt, később Poljicáról érkezett glagolita papok. Az egyhajós félköríves apszissal rendelkező épület boltozata boltíves. A homlokzatba kőrozetta és kereszthajó épült, a homlokzat oromzatának tetején pedig kő harangdúc áll. Az épületet 19. században hangsúlyos sarokkövekkel, a bejáratot pedig félköríves boltozattal látták el.
- A településen még több templom is található. Közülük a Szent Rókus-templom a 15. században, a Szent Fülöp és Jakab-templom[10] a 15. században, a Szent Ferenc-templom 1676-ban, a Szent József-templom 1710-ben, a Keresztelő Szent János-templom 1725-ben épült.
- A Defilippis család épületkomplexumának délkeleti részén található a Szent József-templom.[11] A barokk négyzet alaprajzú hajót keresztboltozatok borítják, mellette pedig egy hosszúkás szentély található. A templom melletti belső térben egy ciszterna és kő kávájú kút áll. A templom egyedülálló példája a 18. századi barokk építészetnek, míg a lakóépület tipikus példája egy gazdag 19. századi brači lakóháznak.

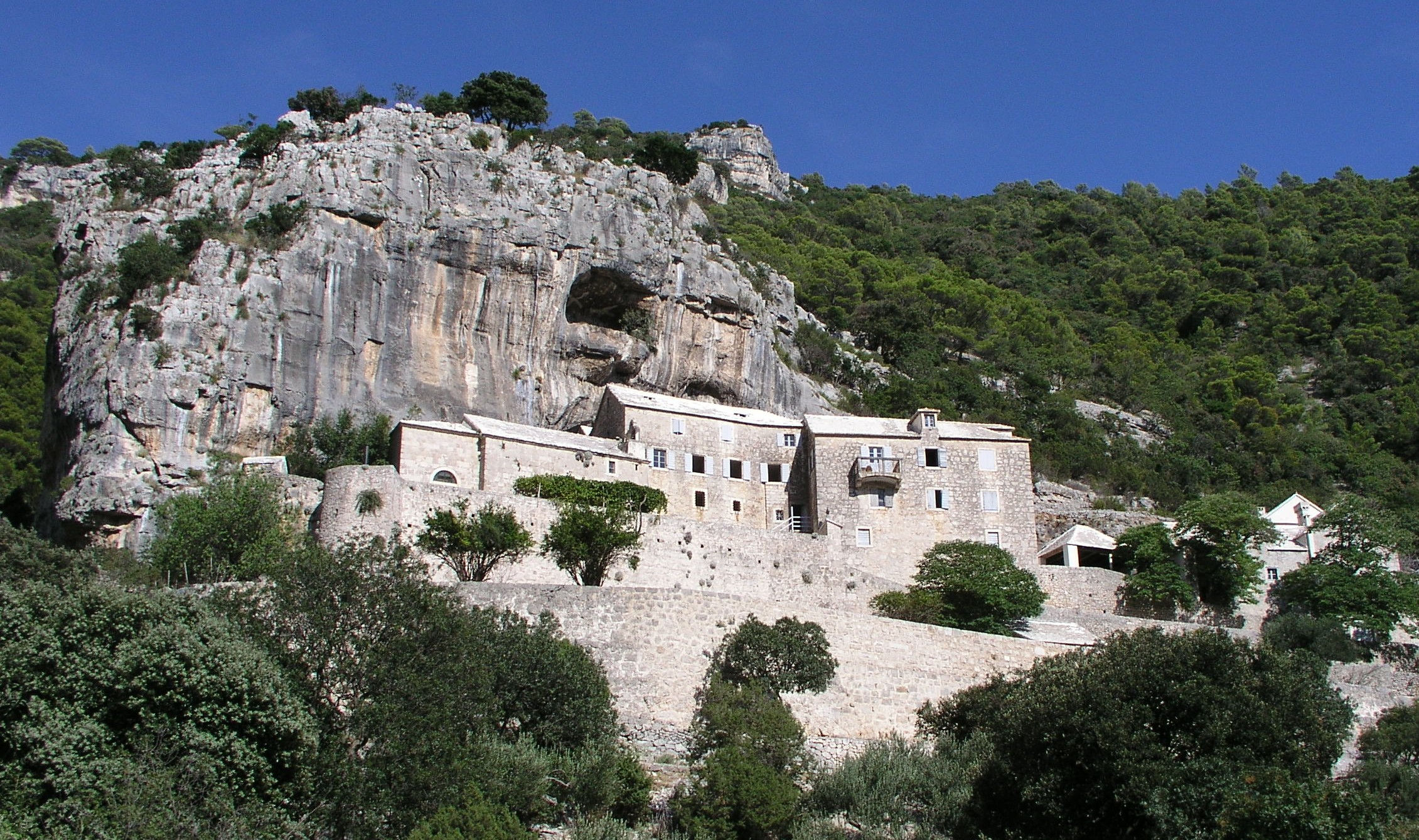
A Blacai remeteség épületegyüttese

- A település legreprezentatívabb épülete a közösség palotája volt, ahol a közösség kenéze a közigazgatási tisztviselőkkel lakott. Később itt volt a kormányzói hivatal az írnokokkal, a tanácsterem, az őrség szállása és a tömlöc is. A palota homlokzatán gótikus ablakok, a velencei hatalmat jelképező szárnyas oroszlán és a puskalőrések voltak. A palota előtt volt a gabona méréséhez használt mérőkő. Oldalt a templom irányában emelkedett a torony, melyen egykor óra is működött. Kissé arrébb látható a zászlótartó rúd alapzata, melyet szintén velencei szimbólum díszít.[12] A nemesi tanács és közgyűlés terme felett 1545-ből származó latin nyelvű felirat volt látható. Amikor Brač 1420-ban először került velencei uralom alá került felmerült az épület rendbehozatala. 1431-ben azonban új kormányzói palota építésébe kezdtek ahova az irodákat és a személyzetet helyezték. Ezután két kormányzói palotája volt a szigetnek a Palazzo antico és a Palazzo nuovo. Az elsőben a kormányzó lakott, a másikban a tanács és a hivatal működött. 1645-ben vigyázatlanság következtében a régi palota leégett, de nagy költséggel helyreállították. Az épületegyüttest végül a loggiával és az óratoronnyal együtt 1902-ben az új iskolaépület építésekor bontották le. A velencei hatóságok néhány feliratát és jelképét az iskola előtti mai támfalba is beépítették. Oldalt a Morosini családból származó velencei dózsék két címerét láthatjuk 1530-ból és 1545-ból, valamint egy sekély oroszlánt domborművet. Az 1545-ből származó nagy velencei oroszlán-dombormű, amelynek felirata figyelmezteti az embereket, hogy ne pereljenek, eredetileg a városi loggiába volt beépítve, ma a nerežišćei Horvát ház épületében van helyezve.
- A Garafulić család gótikus lakóháza[13] a 15. század első felében épült. Gótikus ablakok díszítik, keleti oldalán puskalőrések találhatók. Később a Harašić család barokk palotává építette át, melynek stilisztikai elemei szintén láthatók az épületen.
- A Harašić család barokk egyemeletes házát[14] Nerežišća északi részén egy dombon építették. A komplexum két egyszintes L alakú épületből áll, amelyek zárt udvart alkotnak. A főbejárat észak felől van. Az épület szabályos kőtömbökből épült, külső lépcsővel a déli szárnyon. Az északi szárny két homlokzata mentén húzódik a kettős profilú kőkonzolokon nyugvó monumentális erkély, négyszög keresztmetszetű balusztrádokkal. Az udvaron földszintes melléképületek helyezkednek el. A Harašić-ház a késői barokk lakóépítészet kivételes példája Brač szigetén.
- Glogovik területén, a Blaci felé vezető út mentén találhatók a Szent Teodóra-templom romjai.[15] Egyhajós, kora román épület félköríves apszissal, az oldalfalakon három pilaszter található. A templomban romjai között két ókeresztény töredéket találtak egy kereszttel.

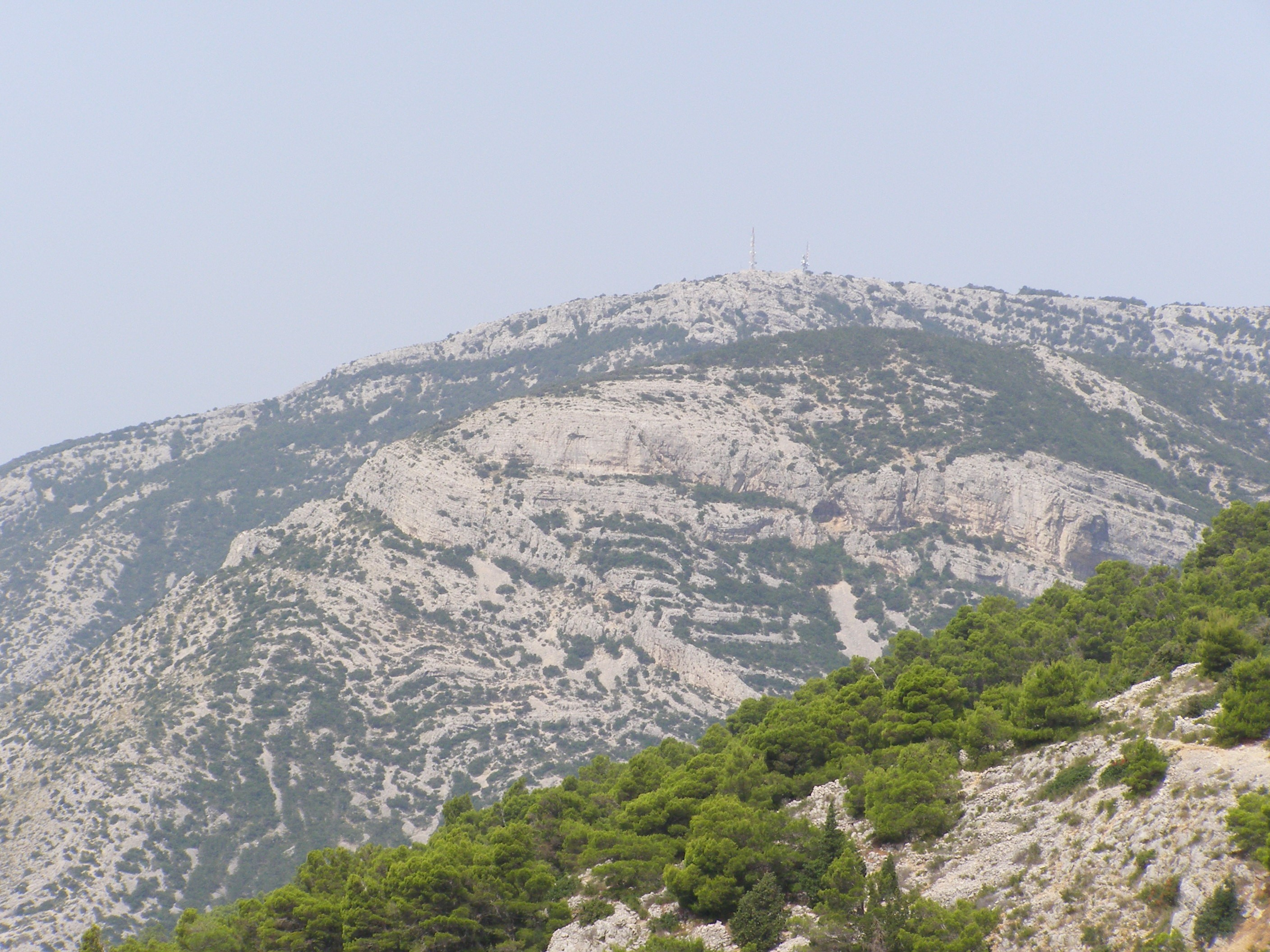
A településről megközelíthető Vidova Gora csúcsa

- A Vidova gora-hegység legnagyobb része átnyúlik a község területére. Itt található a község legmagasabb pontja a 778 méter magas Sutvid, melyen kilátó található, ahonnan a sziget legnagyobb része egészen a Hvar-szigetig belátható. Közelében található a Vladimir Nazor menedékház, mely különböző brači különlegességekkel várja a turistákat. A Vidova gora közelében található a 46 méter hosszúságú Vičja-barlang. A sziget legmélyebb barlangja a Vidova gorától északkeletre fekvő 285 méter mélységű Matešića stana-barlang.
- A Vidova gora csúcsától kissé nyugatra fekszenek a Szent Vid-templom[16] romjai. Egyhajós templom volt, félköríves apszissal, az oldalfalak mentén hozzáépített pilaszterekkel. A templom kora román stílusú volt, vakolt belsővel. Kör alakú, szárazon rakott kőfal veszi körül.
- A Ljubotovice magas és meredek sziklái alatt a Dolina Blacának nevezett helyen áll a Blacai remeteség és a benne berendezett Pustinja múzeum.[17] A Blaca-völgyet 1551-ben Brač kormányzója adományozta a poljicai atyáknak, akik a török elől menekültek a szigetre és a Ljubitovice alatti barlangban húzták meg magukat. 1570-ben kaptak engedélyt templom és kolostor építésére. A templom építése 1588-ban fejeződött be és Mária mennybevétele tiszteletére lett felszentelve. Később barokk stílusban újították fel. 1590-ben Petar Celudin hvari püspök kánonjogi elismerésben részesítette a szerzeteseket, akik a püspök által meghatározott rend szerint élhettek itt és idővel jelentős gazdasági szintre fejlődtek. Elsősorban bor, méz, sajt és pálinkatermeléssel foglalkoztak. A kolostor életének fénykorában, a szerzeteseknek három kereskedelmi hajójuk volt, mellyel a teljes Adriai- és a Földközi tenger jó részét elérték. Az épületek a mai napig jó állapotban maradtak fenn. A kolostor különösen értékes tárgyakkal rendelkező múzeummal rendelkezik, mely könyvtárból, kis nyomdából és csillagvizsgálóból áll. A kolostorban fegyvergyűjtemény, számos festmény és számos értékes használati tárgy található. A közelben vízesés és egy mély barlang is van.
- A sziget egyik furcsa érdekessége, hogy a település egyik ódon házában rágógumigyár működött, mely egyben az ország egyetlen rágógumigyára is volt.

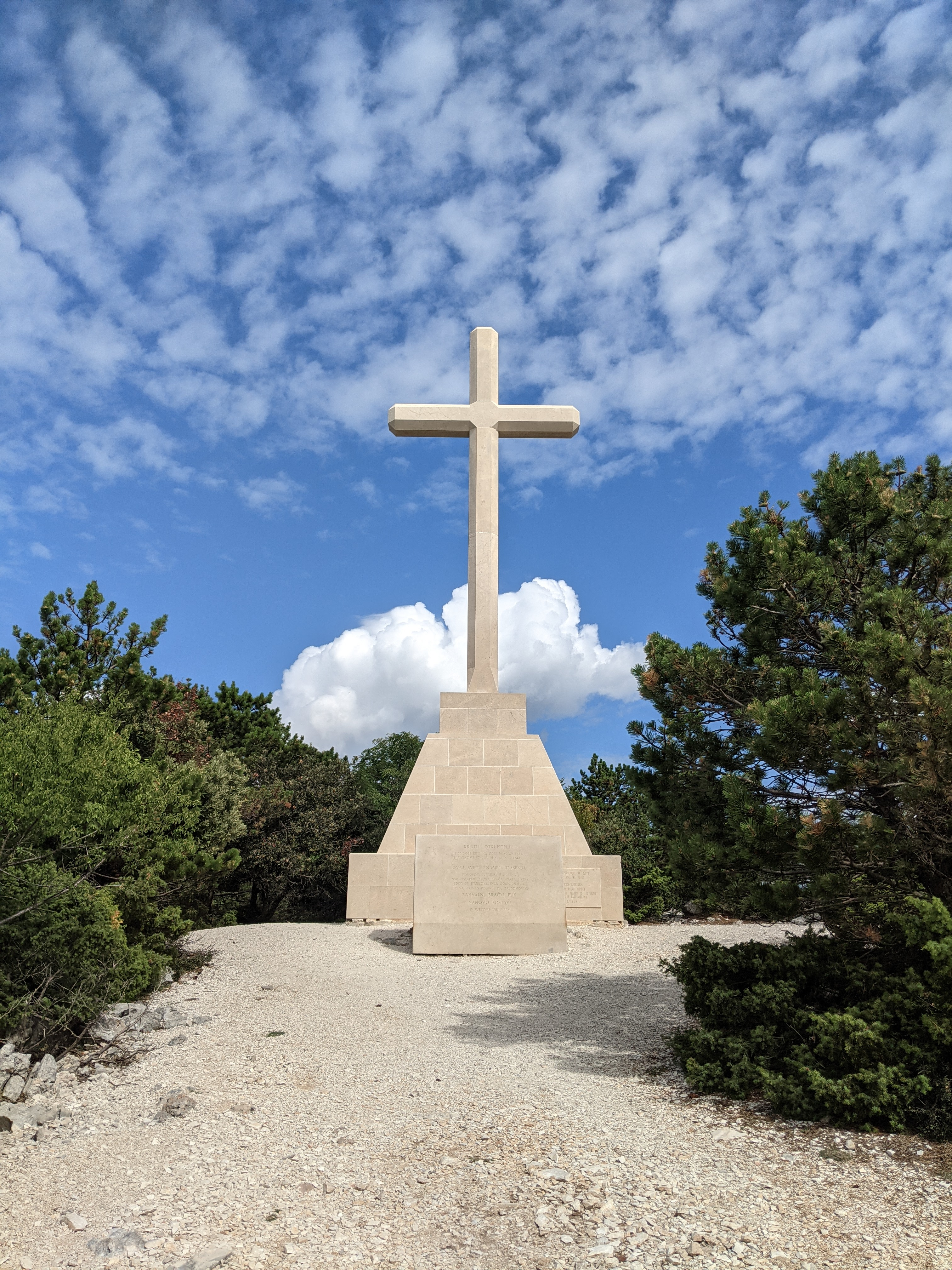
Kereszt a Vidova Gora csúcsán

## Oktatás
A fiú és lányiskola 1811-ben kezdte meg működését. 1842-ben egy magán lánynevelő intézet is nyílott a településen, melyet 30 évvel később anyagi nehézségek miatt a községi önkormányzat vett át. A horvát nyelv oktatása 1898-ban kezdődött.

## Híres emberek
Itt született Bernardin Drivodilić (más néven Splićanin) ferences szerzetes aki 1495-ben kinyomtatta az első horvát latin szertartáskönyvet.

## Fordítás
Ez a szócikk részben vagy egészben  a   Nerežišća című horvát Wikipédia-szócikk ezen változatának fordításán alapul.  Az eredeti cikk szerkesztőit annak laptörténete sorolja fel. Ez a jelzés csupán a megfogalmazás eredetét és a szerzői jogokat jelzi, nem szolgál a cikkben szereplő információk forrásmegjelöléseként.